# Ishania oaxaca
Ishania oaxaca là một loài nhện trong họ Zodariidae.
Loài này thuộc chi Ishania. Ishania oaxaca được Rudy Jocqué & Léon Baert miêu tả năm 2002.